# 西牧世博
西牧 世博（にしまき つぐひろ、1955年 - ）は、日本の実業家。四国旅客鉄道（JR四国）代表取締役会長・前社長。

## 経歴
岡山県浅口市出身。1981年に大阪大学大学院を修了した後に、同年に日本国有鉄道に入社した。JR四国で取締役、専務を歴任し、2020年6月に社長に就任した。
2024年6月21日に社長職を四之宮和幸専務に譲り、代表権のある会長に就任した
。